# Gornji Log
Gornji Log (izgovarjava [ˈɡoːɾnji ˈloːk], nemško Oberwald) je nekdanje naselje v občini Slovenska Bistrica v severovzhodni Sloveniji. Danes je del vasi Cigonca. Naselje leži na Štajerskem in je danes skupaj z ostalim delom občine del Podravske statistične regije.

## Geografija
Gornji Log leži v gozdu Grajenka na jugozahodnem delu Cigonce. V Gornjem Logu se nahaja tudi kmetija Pri Kacu.

## Ime
Ime Gornji Log dobesedno pomeni 'zgornji gozd', kar ustreza tudi nemški različici imena Oberwald. Ime Log si deli z mnogimi drugimi slovenskimi naselji in temelji na besedi log 'delno gozdnat (močvirnat) travnik ob vodi' ali 'gozd ob naselju'.

## Zgodovina
V Gornjem Logu je leta 1900 živelo 23 prebivalcev v štirih hišah. Gornji Log je bil leta 1952 priključen Cigonci in s tem izgubil status samostojnega naselja.